# Pseudostauropus plagosus
Pseudostauropus plagosus är en fjärilsart som beskrevs av M.Gaede 1930. Pseudostauropus plagosus ingår i släktet Pseudostauropus och familjen tandspinnare. Inga underarter finns listade.